# Tengwar ábécé
A tengwar egyike a J. R. R. Tolkien alkotta írásrendszereknek. Középfölde nyelvei közül elsősorban a quenya és a sindarin nyelvek lejegyzéséhez használják. Az írásrendszer létrehozója a Tolkien-korpusz szerint Feanor. Maga a tengwar quenya szó, jelentése „betűk”, egyes számban tengwa („betű”).

## Keletkezés

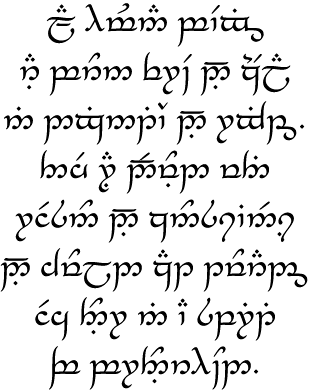
Az Emberi Jogok Egyetemes Nyilatkozatának első pontja angolul, sindarin tehta módban

### A mítosz
Tolkien műveiben minden, harmadkorban használt betű és írás elda eredetű. Az ábécék három típusa ismert (elterjedtségük sorrendjében): a certar (certhek, rúnák), a tengwar (tengwák, betűk), és a sarati írás (avagy Rúmil betűi).
A két ismertebb közül a tengwar tekinthető régebbinek. Az írásrendszert Feanor fejlesztette ki, még jóval Valinor elhagyása előtt. A „ma” is használt feanori tengwák elődjei voltak Rúmil betűi, ám ezek használata kikopott a nyelvből. Előbbit a noldák száműzetésükkor hozták át Középfölde/Beleriand területére, ahol később a halandók is megismerkedtek vele.

### A valóság
Tolkien feltehetőleg az 1920-as évek végén, 1930-as évek elején fejlesztette ki ezt az írásmódot. Az első példa A hobbitban jelent meg egy hatalmas, arannyal teli bögre díszítő felirataként, de a teljes rendszert csak A Gyűrűk Ura „E” függelékében, 1955-ben tette közzé.
A Mellonath Daeron Index of Tengwar Specimina 67 ismert példát sorol fel Tolkien tengwáira.

## A rendszer

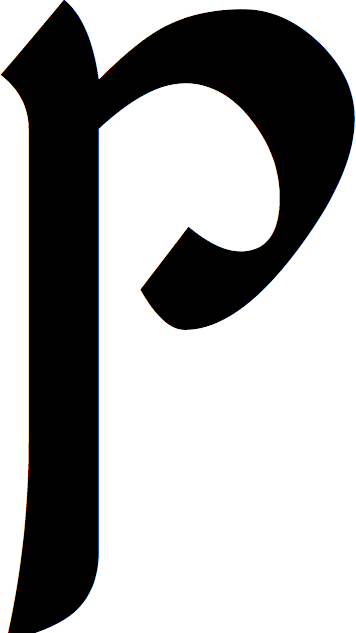
A tinco.

### Általános jellemzés
Ez az írás eredetileg nem „ábécéként” funkcionált, vagyis nem véletlenszerűen kialakult betűsor, melyben a jelek függetlenek egymástól. Inkább rendszerbe foglalta a beszédben használatos hangokat. Egyik nehézsége, hogy egyetlen karakter („têw”) nem feleltethető meg egyetlen hangnak. Ez a leírt nyelvtől függően változik, legyen az sindarin, quenya, vagy akár magyar, angol. De még a sindarin nyelvet is kétféle módon lehet írni vele, melyeknél ugyanazon jel más más hangot jelölhet.
A rendszer 24 alapbetűből áll. Ezeket négy témába (sorozat) rendezték (függőleges oszlop), és mindegyik téma hat tyell-ből (fokból) áll (vízszintes sor). Léteznek a szoros rendszeren kívül „pótbetűk” is, amelyek használata nem annyira kötött. Továbbá megkülönböztetjük még a tehtákat, melyek főként a magánhangzók jelölésére szolgálnak, de az írásjelek szerepét is ezek töltik be.
A betűk fő részei:
- Telco (szár)

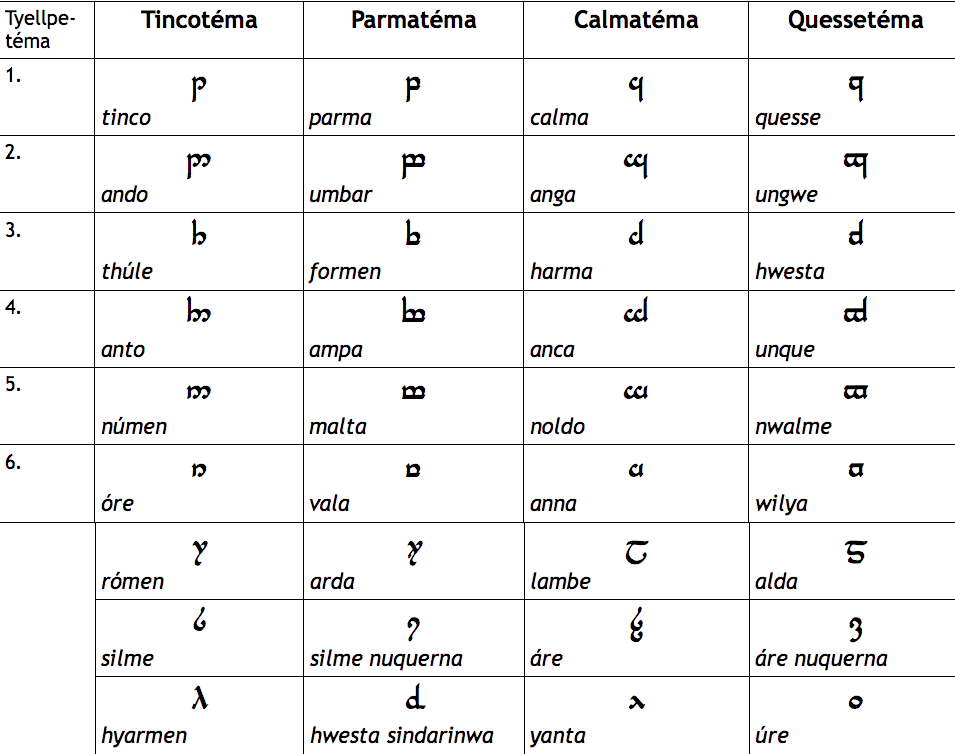

  - Felfelé nyújtott, lefelé nyújtott, hosszú, rövid
- Lúva (hurok)
  - Nyitott: szimpla vagy dupla
  - Zárt: szimpla vagy dupla

### Mássalhangzók
A sorozatokat általában a következőképpen osztották fel:
1. Tincotéma, a dentális vagy t-sorozat
2. Parmatéma, a labiális vagy p-sorozat
A további kettő a kor és a nyelv követelményeinek megfelelően változott:
3. Calmatéma, rendszerint a c,[2] cs, dzs, és a zs hangok megfelelőire használták
4. Quessetéma, a k-sorozat (a quenyában: kw-sorozat)

A tyellekre érvényes szabályok:
1. A zöngétlen zárhangok (t, p, k/c, kw)
2. A fentiek zöngésített megfelelői (d, b, g, gw)
3. Az első tyell réshang variánsai (th [θ],[3] f, kh [x],[4] khw)
4. A második tyell réshang variánsai (dh [ð],[5] v, gh [ɣ], ghw)
5. A nazális hangzók tyellje (n, m)
6. Ez a tyell legtöbbször a „félmagánhangzókat” jelölte (nem pergetett r, w, j)

### Magánhangzók

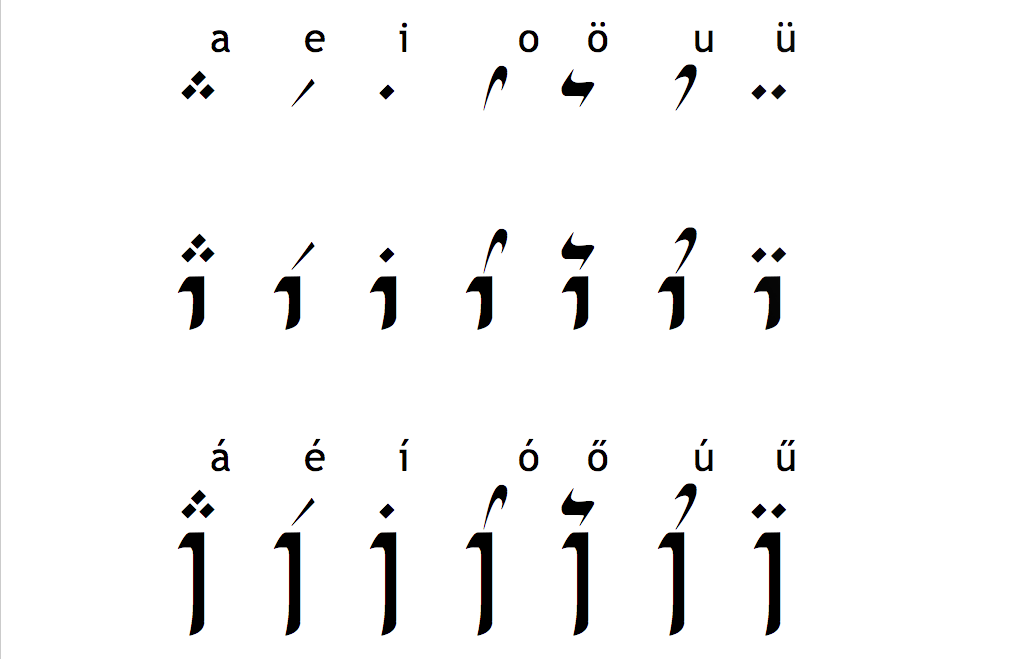
A magyar nyelv magánhangzói.

Eredetileg a magánhangzókat tehták (tehtar) jelölték az írásban. A Beleriandba áthozott tengwar azonban később leegyszerűsödött úgy, hogy mind a magánhangzókat, mind a mássalhangzókat egy idő után csak tengwákkal jelölték (megkönnyítve ezzel az olvasást). Ez azonban szinte kizárólag csak a sindarin nyelv írásának volt a sajátossága. A quenya, az értelmiség nyelve, megmaradt Feanor örökségénél, a hagyományos tengwarnál.

#### Tehta mód
A magánhangzókat (tehtar) rendszerint a mássalhangzók fölé írjuk. A nyelv sajátosságainak megfelelően vagy a magánhangzót megelőző (ált.:quenya ), vagy az azt követő (ált.:sindarin ) mássalhangzóra. Ha a megfelelő helyen nem áll mássalhangzó, akkor akkor a magánhangzót egy ún. rövid támaszra írjuk (pont nélküli 'i').
Legáltalánosabban a következő magánhangzók használatosak:
- Három pont, főként háromszög alakban, a msh. fölött: 'a'
- Egy pont a msh. fölött: 'i'
- Két pont a msh. alatt: többnyire 'y'(magánhangzóként)
- Egy vessző a msh. fölött: 'e', kettőzése: 'é'
- Jobbra hajló kampó a msh. fölött: 'o', kettőzése: 'ó'
- Balra hajló kampó a msh. fölött: 'u', kettőzése: 'ú'

A hosszú magánhangzókat rendszerint egy ún. hosszú támasz (pont nélküli 'j') fölé írják, de a célnak megfelel a rövid mgh. kettőzése (kiv.: 'a' és 'i').

#### Beleriandi mód

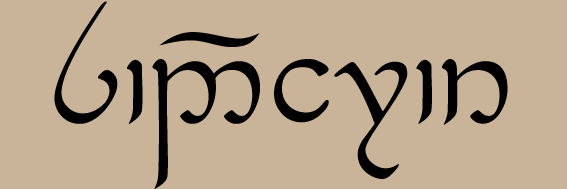
A „sindarin” szó tengwar átírása beleriandi módban

Ennek az írásmódnak a különlegessége tehát, hogy a magánhangzók jelölésére nem használtak tehtákat, bár ez nem jelenti azt, hogy azok használatát teljesen mellőzték volna.
Az alap magánhangzók (a, e, i, u) írásása tengwákat alkalmaztak.
- Az 'e' és az 'u' esetében a már létező jelrendszer pótbetűiből választották ki a tehtákat (valószínűleg azért, mert ezeket normál írásban csak ritkán használták msh. jelölésére). A Yanta jelölte az 'e'-t és az Úre az 'u'-t.
- Az 'a' és az 'i' esetében azonban régi-új jeleket vezettek be. Az 'a' magánhangzót egy egyszerű latin 'C'-re emlékeztető tengwa jelentette, az 'i' betű leírásához meg segítségül hívták a tehta módban megjelenő rövid támaszt, így egy pont nélküli latin 'i' jelölte a beleriandi 'i'-t.

A tehták azonban nem tűntek el teljesen, ugyanis a diftongusok (ae, oe, ai, ei, au) leírására még mindig egyszerűbb volt a tengwa fölé írni a kiegészítő magánhangzót, mint két tengwát rakni egymás mellé.

### Számok
A számokat kezdetlegesebb formájukban csak egy a mássalhangzó fölé rakott pont vagy vessző különböztette meg a betűktől. A 36 betű 36 számot jelölt. Később kialakult a számoknak egy kifinomultabb formája is, amely olyan jelekből állt, amelyek teljesen megkülönböztethetőek voltak a betűktől. Alapelvük azonban mégis ugyanaz volt, mint a betűké: hurokból és szárból álltak. Az esetleges félreértések elkerülése végett azonban továbbra is szokás volt pontot, vagy vesszőt írni a számok fölé.
Érdekesség, hogy a tündék a számaikat jobbról balra írták, vagyis a legkisebb helyi érték volt baloldalt, a legnagyobb pedig jobboldalt (2006=6002).
Természetesen a tündék nem csak 10-es számrendszert használtak, létezett 12-es számrendszerük is.

### Írásjelek
A tengwar írásban nagyon kevés írásjelet használtak. Ötöt különböztetünk meg belőlük:
- középsőpont: leginkább a vessző helyett áll, de használható szavak kötőjelként is
- kettőspont:  mondatok elválasztására szolgált, feltehetően egyenértékű a ponttal
- hármaspont (három pont egymás felett): kettőspont
- függőleges hullámvonal: felkiáltójel
- a német ß-hez hasonló jel (egy telco és két, egymás fölött elhelyezett lúva): kérdőjel.

### Egyéb
A gyakori betűkapcsolatokat (mint például a Gyűrű feliratában: 'mb', 'mp') a spanyolban használatos tildéhez (~) hasonló jellel rövidítették, melyet – a magánhangzókhoz hasonlóan – a msh. fölé írtak (előző, vagy következő msh, ld.: feljebb).
Egyes esetekben, mikor a nyelvtani szabályok lehetővé tették, az írás során elhagyták a magánhangzókat (pl.: calma = clm, mert a vonatkozó szabályok szerint 'cl' nem fordulhat elő szó elején, 'm' pedig szó végén).

## Használata számítógépen
A Dan Smith által kidolgozott Unicode billentyűzet kiosztás de facto szabványként elfogadott. Számos nyelvre készült olyan program, vagy szövegszerkesztőben futtatható szkript, amely a bevitt szöveget az adott nyelv tengwar átírására ülteti át. Ezek rendszerint a Dan Smith-féle szabványt használják. Több betűkészlet (font) is készült a tengwar átírásra, amelyek között szabadon felhasználhatók is akadnak, például a Tengwar Formal (OFL-licenc alatt használható).

### A billentyűzet kiosztása
A tengwarhoz használatos billentyűzetkiosztás a tengwar szokásos karaktertáblázatát követi, 90°-kal elforgatva. A billentyűzet jobb oldalára kerültek a kiegészítő karakterek, míg az ékezeteket a shift és az alt gombok kombinációjával lehet elérni. Némileg nehézkessé teszi a használatát, hogy a különféle szélességű tengwákhoz négyféle van minden tehtából, amelyek csak igazításukban különböznek. Egyes jeleket csak a kódjuk begépelésével, vagy szimbólumtáblából kiválasztva lehet elérni.

Magyar billentyűzet elvi kiosztása felengedett módosító gombok mellett

Magyar billentyűzet elvi kiosztása lenyomott Shift gomb mellett

Magyar billentyűzet elvi kiosztása lenyomott AltGr gomb mellett